# Ioukhnov
Ioukhnov (en russe : Ю́хнов) est une ville de l'oblast de Kalouga, en Russie, et le centre administratif du raïon Ioukhnovski. Sa population s'élevait à 6 726 habitants en 2013.

## Géographie
Ioukhnov est arrosée par la rivière Kounava, dans le bassin de l'Oka, et se trouve à 72 km à l'ouest-nord-ouest de Kalouga et à 189 km au sud-ouest de Moscou.

## Histoire

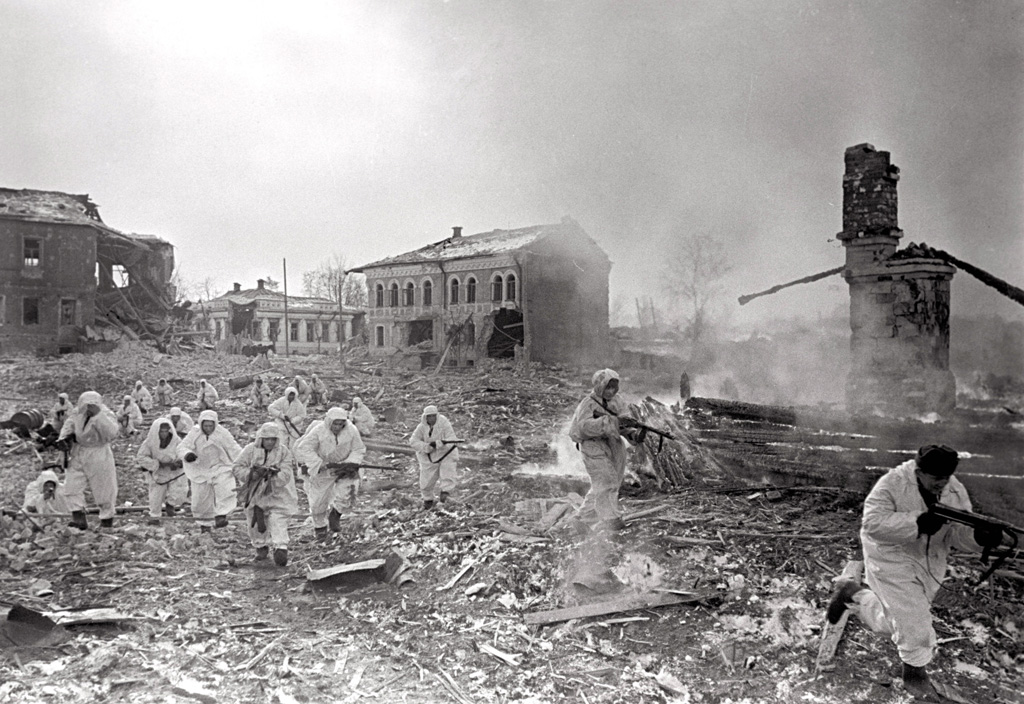
Soldats soviétiques entrant dans Ioukhnov. Photo : Vladimir Grebnev (1942)

Ioukhnov est connue depuis 1410. Elle a le statut de ville depuis 1777. Pendant la Seconde Guerre mondiale, elle fut occupée par l'Allemagne nazie du 5 octobre 1941 au 5 mars 1942.
La collision aérienne de Ioukhnov s'est produite le 23 juin 1969 lorsqu'un Iliouchine Il-14M, opérant sous le nom de vol Aeroflot 831, un vol passager régulier reliant l'aéroport de Moscou-Bykovo à l'aéroport de Simferopol, en Crimée, est entré en collision en plein vol avec un Antonov An-12BP de l'armée de l'air soviétique au-dessus des environs de la ville. Les 120 occupants des deux avions ont péri dans l'accident,.

## Population
Recensements (*) ou estimations de la population
| 1897* | 1926* | 1959* | 1970* | 1979* |
| ----- | ----- | ----- | ----- | ----- |
| 2 249 | 2 003 | 4 083 | 5 193 | 7 178 |

| 1989* | 2002* | 2010* | 2012  | 2013  |
| ----- | ----- | ----- | ----- | ----- |
| 6 059 | 7 692 | 7 056 | 6 854 | 6 726 |

## Transports
Elle est reliée à Kalouga et à Viazma par la route fédérale R132.